# مرژ (ایزر)
مرژ (ایزر) (به انگلیسی: Morge (Isère)) رودخانهای است که در فرانسه جریان دارد.